# Тижука
Тижука (порт. Floresta da Tijuca) је национални парк и кишна шума у срцу Рио де Жанеира, највећа је урбана шума, која покрива 32 km².
Тижука је дом стотина врста биљака и животиња, многе од њих на прагу изумирања, које се само могу наћи у атлантским кишним шумама - Мата Атлантика (Mata Atlântica). 
Када је већина шуме на овом подручју посјечена, на уштрб плантажа кафе, Тижуку је поново засадио мајор Manuel Gomes Archer у другој половини 19. вијека. Зелена кичма Рија, како зову Тижуку, такође у себи скрива и колосалну скулптуру Христа Спаса на брду Корковаду, водопаде Каскатиња, капелицу 
Mayrink са муралима које је насликао Cândido Portinari... Међу импресивнијим врховима, у Тижуки се налази и Педра да Гавеа.
1961. године, шума Тижука је проглашена националним парком.